# Pertransiit benefaciendo
Pertransiit benefaciendo es una locución latina que significa «pasó obrando bien».
Se aplica a los difuntos para indicar que han hecho el bien en su vida. Tiene su origen en las palabras de San Pedro al centurión Cornelio cuando le habla de Jesucristo, (Hechos de los Apóstoles 10:38).